# Active Cavity Radiometer Irradiance Monitor Satellite
ACRIMSAT, (Active Cavity Radiometer Irradiance Monitor Satellite), est un mini-satellite scientifique de la NASA dont la mission est de mesurer l'irradiance du Soleil afin d'alimenter des séries longues de données utilisées pour comprendre les variations du flux solaire et ses effets sur la Terre. Cet engin spatial de 115 kg est un des 21 satellites scientifiques du programme Earth Observing System de la NASA. Il est placé sur une orbite héliosynchrone polaire le 20 décembre 1999 par un lanceur Taurus tirée depuis la base de lancement de Vandenberg et fournit des données jusqu'en 2014.

## Objectif scientifique
Le radiomètre ACRIM-3 embarqué sur le satellite mesure l'irradiance du Soleil, c'est-à-dire la quantité d'énergie émise par celui-ci qui fluctue en fonction du cycle solaire. Les informations recueillies sont utilisées pour modéliser les changements climatiques. Cette mission spatiale fait partie du programme Earth Observing System (EOS) qui regroupe un ensemble de satellites de la NASA chargés de collecter des données sur de longues périodes portant sur la surface terrestre, la biosphère, l'atmosphère terrestre et les océans.

## Caractéristiques techniques

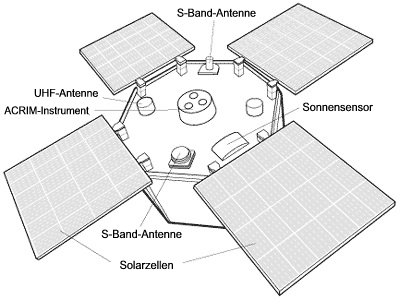
Schéma du satellite ACRIMSAT.

Le satellite ACRIMSAT, qui n'emporte qu'un seul instrument, pèse 115 kg. Il est stabilisé par rotation, c'est-à-dire que son orientation est maintenue par la mise en rotation du satellite autour d'un de ses axes. Son coût total en incluant sa fabrication, son lancement, les installations au sol et l'utilisation sur une période de 8 ans est inférieur à 30 millions de dollars américains et constitue une bonne illustration de la doctrine du « plus vite, meilleur, moins cher » mise en œuvre à l'époque de sa conception.

## Déroulement de la mission
Les mesures effectuées par le satellite depuis l'an 2000 prennent la suite des informations fournies par les satellites Solar Maximum Mission (ACRIM-1 : 1980-1989) et Upper Atmosphere Research Satellite (ACRIM-2 : 1991-2001).
Le 3 avril 2014, le satellite ACRIMSAT qui ne dispose plus d'aucune capacité de manœuvre se trouve sur une trajectoire de quasi-collision (moins de 20 mètres) avec le satellite d'observation de la Terre, Sentinel 1A de l'Agence spatiale européenne, tout juste lancé et qui se trouve encore dans la phase d'activation de ses différents systèmes. Les opérateurs de l'Agence spatiale européenne doivent effectuer une manœuvre en catastrophe en utilisant la propulsion durant 39 secondes pour éviter une collision qui peut détruire le satellite de 300 millions d'euros avant qu'il n'entre en service,.

### Sources
- (en) Cet article est partiellement ou en totalité issu de l’article de Wikipédia en anglais intitulé « Active Cavity Radiometer Irradiance Monitor Satellite » (voir la liste des auteurs).